# Santa Bárbara de Goiás
Santa Bárbara de Goiás är en kommun i Brasilien.   Den ligger i delstaten Goiás, i den centrala delen av landet, 210 km väster om huvudstaden Brasília. Antalet invånare är 5 751.
Omgivningarna runt Santa Bárbara de Goiás är huvudsakligen savann. Runt Santa Bárbara de Goiás är det ganska tätbefolkat, med 120 invånare per kvadratkilometer.